# Zhang Songtao
Zhang Songtao (张松涛S, Zhāng SōngtāoP; 17 giugno 1985) è un ex cestista cinese.

## Carriera
Con la Cina ha disputato i Campionati del mondo del 2006.